# Glacier Blackfoot
Le glacier Blackfoot (en anglais : Blackfoot Glacier) est le plus grand des 27 glaciers localisés dans le parc national de Glacier dans le Montana aux États-Unis. Il s'étend sur le versant nord de la montagne dénommée Blackfoot Mountain. Le glacier recouvrait en 1993 une superficie de 1,74 km2. 
En 1850, il était relié au Jackson Glacier pour une superficie totale de 7,59 km2. Mais à la suite de la fonte généralisée des glaciers du parc, ceux-ci se sont séparés. En 1850, il existait environ 150 glaciers dans le parc. Les glaciologues prédisent cependant qu’ils devraient avoir tous disparu vers 2030.
Les glaciers Jackson et Blackfoot sont surveillés par l'United States Geological Survey pour étudier le retrait des glaciers du parc. Des photos sont ainsi faites périodiquement pour voir les variations de l'étendue de ceux-ci.

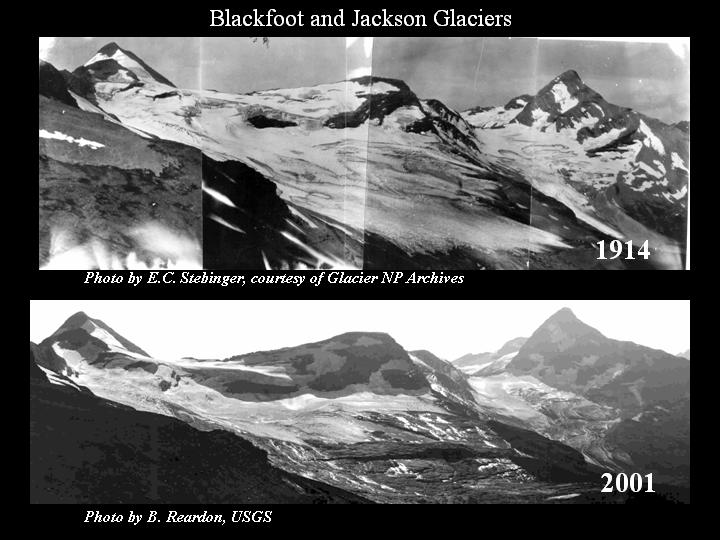
En haut les glaciers Blackfoot (gauche) et Jackson Glaciers (droite) en 1914. En bas, les mêmes en 2001.